# Káldy Zoltán (evangélikus lelkész)
| Káldy Zoltán                              | Káldy Zoltán                                                                                                |
| Kattints az alábbi külső linkek egyikére! | Kattints az alábbi külső linkek egyikére!                                                                   |
| ----------------------------------------- | --- |
| Nem található szabad kép.(?)              | |
| külső link · jogvédett                    | Káldy Zoltán püspök. Evangélikus képgyűjtemények. Lutheránus Világszövetség 1984 Bp. (Peter Williams 73/26) |

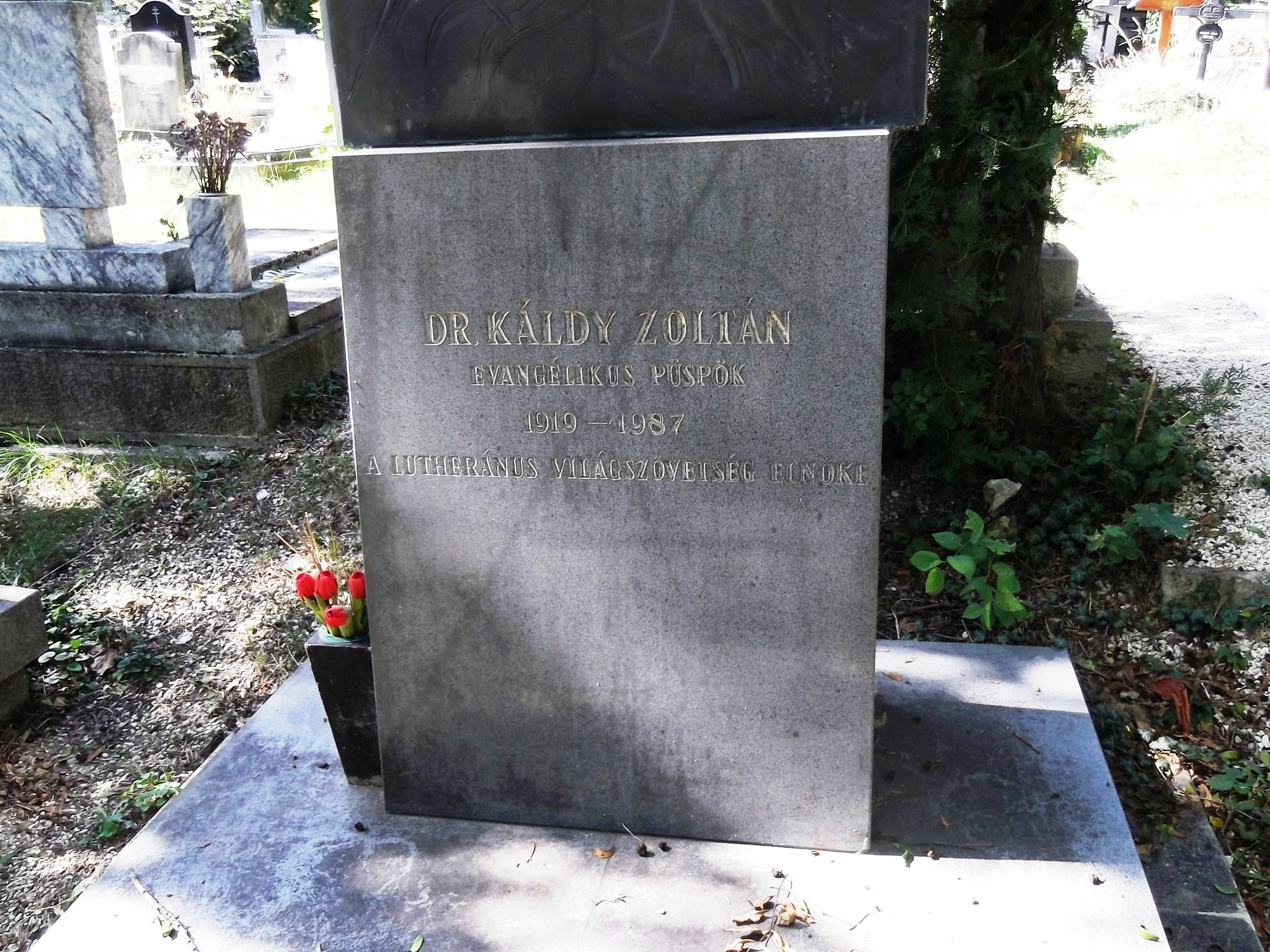
Káldy Zoltán sírja a Farkasréti Temetőben

Dr. Káldy Zoltán (Iharosberény, 1919. március 29. – Budapest, 1987. május 17.) magyar evangélikus lelkész, esperes, déli egyházkerület püspöke, majd az egyház országos püspök-elnöke; a Lutheránus Világszövetség elnöke; országgyűlési képviselő.

## Élete
1919-ben született Káldy József iharosberényi evangélikus lelkész gyermekeként. Gimnáziumi tanulmányait a soproni evangélikus líceumban végezte, majd 1937-1941 között ugyancsak Sopronban tanult az evangélikus teológiai karon. 1941-ben Kapi Béla püspök szentelte lelkésszé, majd a pécsi gyülekezetbe küldte, mint segédlelkész, 1945-58 között pedig lelkész volt. De emellett mintegy 70 gyülekezetben tartott nagy hatású evangélizációkat. 1954–1958 között a Tolna-Baranyai Egyházmegye esperese is volt.
1958-tól beszervezett állambiztonsági ügynökként dolgozott. Még ez évben, Ordass Lajos második félreállítása után, habár egyetlen jelöltként, de az elődjével ellentétben legalább megválasztották a Déli Evangélikus Egyházkerület püspökévé. Ezzel, az elődjéhez hasonlóan, a budapesti Deák téri gyülekezet lelkészévé is vált. Egészen 1987-es haláláig állt az egyházkerület élén, elnöktársai Darvas József majd Szent-Ivány Ödön egyházkerületi felügyelők voltak. 1967-ben az egyház püspök-elnöke lett. A Keresztyén Békekonferencia alapító tagja (1958). 1963-tól a Magyarok Világszövetsége elnökségi, 1965-től a Béke Világtanács tagja volt. 1971-től a főváros XVII. kerületének 3 cikluson át országgyűlési képviselője volt. 1975-től a Hazafias Népfront Országos Tanácsának tagja volt.
Személyéhez kötődik az 1984-es lutheránus világgyűlés Budapestre hozása, ahol egyúttal a Lutheránus Világszövetség elnökévé választották, és az 1987-es haláláig töltötte be ezt a tisztségét. E legmagasabb nemzetközi lutheránus választott tisztséget őt megelőzően sem és halála óta sem töltötte be magyar lelkész. 1985-ben a Magyar Népköztársaság rubintokkal ékesített Zászlórendjével tüntették ki.
Püspöki és vezetői életművéhez kötődik a „diakóniai teológia”, az evangélikus egyházi törvénykönyv megújítása, agenda és énekeskönyv. A pozsonyi, debreceni és kolozsvári teológiai akadémiák díszdoktorukká avatták.

## Állambiztonsági kapcsolata
1987 előtt Káldy Zoltán III/III-as ügynök volt. Az egyházak közül eddig csak az Magyarországi Evangélikus Egyház nézett szembe a múltjával. 2005-ben elkezdte a működését az egyház vezetőinek, lelkészeinek állambiztonsági érintettségét kutató tényfeltáró bizottság. Ezt követően Mirák Katalin szerkesztésében megjelent 2014 és 2020 között a Háló I-II-III. kötete. Káldy Zoltán állambiztonsági kapcsolatait a Háló II. tárta fel. Az evangélikus egyházban Káldy Zoltán püspök (1958–1967) és Ottlyk Ernő (Fedőneve: „Szamos László”) püspök (1967–1982) müködtek együtt 1956 után az Állambiztonsági Szolgálatokkal, mint III/III-as ügynökök. Lényeges különbség volt a két püspök állambiztonsági tevékenységében és jellemében, bár mindketten kiszolgálták és végrehajtották az MSZMP vezetésének és az Állami Egyházügyi Hivatal kéréseit és utasításait, Káldy Zoltán („Pécsi”) igyekezett az evangélikus egyház lehetőségeit tágítani, Ottlyk Ernő („Szamosi”) viszont rombolta az egyház lehetőségeit, rosszindulatú és alattomos tevékenysége valamint az, hogy visszaélt mások bizalmával, nagyobb károkat okozott mint Káldy Zoltán. (Ld.: Háló II. Id. mű.: Kertész Botond Káldy Zoltán állambiztonsági tevékenysége. 281–435. Ittzés Ádám Ottlyk Ernő állambiztonsági tevékenysége. 436–672. Jákli Viktória Laura és Jason Wittenberg recenziója. Háló II. Principium. Keresztény közéleti folyóirat.) 
„Fontos feladata volt Káldy Zoltánnak, hogy a nyugaton élő magyar evangélikus lelkészekről készítsen jelentéseket. A pontos életrajzi adatok mellett itt is lényeges szempont volt az adott lelkészek politikai beállítottságának, a magyar államhoz és a hivatalos egyházvezetőséghez való viszonyuknak a bemutatása. Káldy Zoltán írt jelentéseket… Terray Lászlóról is.” (Háló II. Id mű. 254.) Terray László és Káldy Zoltán közötti ellentét és vita a hazai nyilvánosság előtt is megjelent, pl. Káldy Zoltán (K. Z. aláírással) az Evangélikus Életben 1982-ben „Kár… Néhány megjegyzés az „Útitárs” egyik cikkéhez” Evangélikus Élet, 1982. (47, évfolyam) 1982-04-18/ 16. szám. támadta Terray Lászlónak 1981 őszén az „Utitárs” című lapban megjelent írását, ami „Krisztus a világ reménysége” címen jelent meg. Terray László írását az akkori „szocialista” gyakorlat szerint nem közölte az Evangélikus Élet, hanem csak egyes megállapításaira reagált Káldy Zoltán. Schulek Tibor evangélikus lelkész kényszernyugdíjaztatásában is kezdeményező volt 1962-ben. 
Az Állambiztonsági Szolgálatok Történeti Levéltárában Káldy Zoltán (Pécsi) jelentései az alábbi négy dossziéban kutatható: M-32401, M-32401/1, M-32401/2, M-32401/3.

## Művei
- Bevezetés az Újszövetségbe (Budapest, 1957)
- Új úton; bev. Ottlyk Ernő; Magyar Evangélikus Egyház Sajtóosztálya, Bp., 1970
- Hanem hogy ő szolgáljon. Káldy Zoltán igehírdetései; Magyarországi Evangélikus Egyház Sajtóosztálya, Bp., 1977
- A diakónia útján (Budapest, 1979) [8]